# 바둑 소프트웨어
바둑 게임 플레이어를 지원하는 데 사용할 수 있는 바둑 소프트웨어가 많이 있다. 여기에는 바둑을 직접 플레이하는 소프트웨어 프로그램, 게임 기록 및 도표를 보거나 편집하는 데 사용할 수 있는 프로그램, 사용자가 강한 플레이어의 게임에서 패턴을 검색할 수 있는 프로그램, 인터넷을 통해 사용자가 서로 대결할 수 있는 프로그램이 포함된다.

## 바둑을 즐기는 프로그램
2016년 알파고의 출현으로 컴퓨터 프로그램은 표준 19x19 보드에서 최고의 프로 플레이어를 이길 수 있다. 바둑 프로그램과 이에 대한 연구에 대한 더 자세한 내용은 컴퓨터 바둑 문서에서 볼 수 있다.

## 기록
바둑 경기 기록을 저장하는 데 사용되는 파일 형식에는 여러 가지가 있으며, 그 중 가장 널리 사용되는 것은 스마트 게임 포맷(SGF, Smart Game Format)이다. 경기 기록 편집에 사용되는 프로그램을 사용하면 사용자는 동작뿐만 아니라 변형, 설명 및 게임에 대한 추가 정보도 기록할 수 있다.

## 데이터베이스
전자 데이터베이스는 특정 플레이어의 생사 상황, 정석, 후세키 및 게임을 연구하는 데 사용될 수 있다. 사용 가능한 프로그램은 플레이어에게 유사한 상황이 발생하는 높은 수준의 게임을 검색하여 위치를 조사할 수 있는 패턴 검색 옵션을 플레이어에게 제공한다. 이러한 소프트웨어는 일반적으로 전문가가 수행한 일반적인 후속 조치를 나열하고 시작 상황에서 승패 비율에 대한 통계를 제공한다.

## 인터넷 서버 및 클라이언트
많은 인터넷 기반 바둑 서버를 통해 전 세계 플레이어와 경쟁할 수 있다. 이러한 서버를 사용하면 게임 교육과 대화형 게임 검토가 모두 가능하여 전문적인 교육에 쉽게 접근할 수 있다.
가장 먼저 운영되기 시작한 바둑 서버는 1992년에 서비스를 시작해 현재까지 활동 중인 IGS(인터넷 고 서버, Internet Go Server)이다. 모두 동일한 기본 서버-클라이언트 아키텍처를 사용하는 여러 다른 서버가 뒤따랐다. 이러한 서버에서는 플레이어가 클라이언트 프로그램을 다운로드해야 하므로 이러한 프로그램 중 다수가 다양한 플랫폼용으로 개발되었다. 2000년경 키세이도 출판사는 웹 브라우저에서 자바 애플릿을 활용하여 플레이어가 클라이언트를 다운로드하지 않고도 플레이할 수 있는 키세이도 고 서버(Kiseido Go Server, KGS)를 시작했다. 이 서버는 빠르게 인기를 얻었으며 오늘날에도 여전히 그렇다. IGS와 KGS는 2007년 현재 영어권 사용자에게 가장 인기 있는 실시간 바둑 서버였다. 온라인 고 서버(OGS)와 드래곤 고 서버(DGS)는 2011년 현재 가장 인기 있는 턴제 바둑 서버였다.